# アクセル・ヘニー
アクセル・ヘニー（Aksel Hennie、1975年10月29日 - ）はノルウェー・オスロ出身の俳優。

## 来歴
ノルウェーのナショナル・アカデミー・オブ・シアターに4度目の挑戦で合格。2001年に卒業後、舞台俳優としてキャリアをスタートさせる。
2003年の主演映画『Jonny Vang』でノルウェーの映画賞アマンダ・アワードで最優秀男優賞を受賞する。
2004年には、自身の体験をもとにした主演映画『Uno』で脚本家・監督としてデビューし、アマンダ・アワードで最優秀監督賞を受賞した。
2010年代からハリウッドに進出した。

## 主な出演作品
- Buddy (2003)
- Jonny Vang (2003)
- Uno (2004) 脚本・監督も
- ナチスが最も恐れた男 Max Manus (2008)
- ヘッドハンター Hodejegerne (2011)
- 30アサルト 英国特殊部隊 Age of Heroes (2012)
- パイオニア Pionér (2013)
- 24 -TWENTY FOUR- リブ・アナザー・デイ 24: Live Another Day (2014) テレビドラマ
- ヘラクレス Hercules (2014)
- ラスト・ナイツ Last Knights (2015)
- オデッセイ The Martian (2015)
- NOBEL  ノーベル～戦火の陰謀～ (2016) テレビシリーズ
- クローバーフィールド・パラドックス The Cloverfield Paradox (2018)
- ドアマン The Doorman（2020）
- ザ・トリップ I onde dager／The Trip（2021）Netflix配信
- SISU/シス 不死身の男 Sisu（2022）